# Charles Whitney
Charles Vincent "Hawkeye" Whitney (Washington D. C., 22 de junio de 1957) es un exjugador de baloncesto estadounidense que jugó 2 temporadas en la NBA. Con 1,96 metros de estatura, lo hacía en la posición de escolta.

## Trayectoria deportiva

### Universidad
Jugó durante 4 temporadas con los Wolfpack de la Universidad Estatal de Carolina del Norte, donde promedió 16,8 puntos y 5,6 rebotes por partido.

### Profesional
Fue elegido en la decimosexta posición del Draft de la NBA de 1980 por Kansas City Kings, donde en su primera temporada promedió 7,4 puntos y 2,3 rebotes, a pesar de perderse 35 partidos por una lesión en la rodilla que acabaría forzando su retirada prematura. en su segunda temporada apenas pudo disputar 23 partidos antes de que su maltrecha rodilla acabara con su carrera deportiva.

## Estadísticas de su carrera en la NBA

### Temporada regular
| Temp.   | Edad | Equipo            | Liga | P  | TIT | MIN  | TC  | TCA | %TC  | 3P  | 3PA | %3P  | TL  | TLA | %TL  | R.OF. | R.DEF. | REB | ASIS | ROB | TAP | PER | FP  | PTS |
| 1980-81 | 23   | Kansas City Kings | NBA  | 47 |     | 16.6 | 3.2 | 6.5 | .487 | 0.0 | 0.1 | .333 | 1.1 | 1.4 | .769 | 0.6   | 1.6    | 2.3 | 1.4  | 1.0 | 0.1 | 1.0 | 2.1 | 7.4 |
| 1981-82 | 24   | Kansas City Kings | NBA  | 23 | 4   | 11.6 | 1.1 | 3.1 | .352 | 0.0 | 0.0 | .000 | 0.2 | 0.3 | .571 | 0.6   | 1.2    | 1.7 | 0.8  | 0.5 | 0.0 | 0.6 | 1.3 | 2.3 |
| Total   |      |                   | NBA  | 70 | 4   | 15.0 | 2.5 | 5.4 | .462 | 0.0 | 0.1 | .286 | 0.8 | 1.0 | .750 | 0.6   | 1.5    | 2.1 | 1.2  | 0.8 | 0.1 | 0.9 | 1.8 | 5.8 |

## Vida posterior
Tras retirarse, su vida dio un giro, siendo encontrado en 1989 viviendo en las calles de Kansas City, bebiendo cerveza y siendo adicto a la cocaína. En 1990 regresó a Carolina del Norte, casándose por segunda vez e intentando rehabilitar su vida, pero en 1993 regresó a su ciudad natal, Washington, cayendo de nuevo en las drogas. En 1996, coaccionado por un traficante de drogas, ayudó en el secuestro de un hombre, Mark Fabiani, que resultó ser el abogado personal de la entonces primera dama, Hillary Clinton, por lo que fue arrestado y sentenciado a 69 meses de prisión.